# Eberhard Cronshagen
Eberhard Cronshagen (* 25. Juni 1913 in Berlin-Friedrichshagen; † 10. März 1994) war ein deutscher Schauspieler, Regisseur, Rundfunksprecher, Dialogbuchautor und Synchronregisseur.

## Leben und Karriere
Cronshagen war der Sohn von Hermann und Katharina Cronshagen, geb. Schöttler. Nach dem Schulabschluss besuchte er zunächst von 1931 bis 1933 die Schauspielschule des Deutschen Theaters Berlin. Dort gab er 1933 als „Schweizer“ in Schillers Räubern sein Bühnendebüt. Es folgten verschiedene Bühnenengagements in Berlin und Breslau, wo Cronshagen zudem von 1935 bis 1937 als Rundfunksprecher für den Breslauer Sender Schlesische Funkstunde tätig war. Ab 1937 war er als Sprecher und Regisseur für den Berliner Rundfunk tätig.
1943 wurde Cronshagen zum Militärdienst eingezogen. Nach Entlassung aus der Kriegsgefangenschaft 1947 nahm er seine Arbeit als Rundfunkregisseur wieder auf, diesmal beim RIAS Berlin. Ab 1950 verlagerte er seinen künstlerischen Schwerpunkt auf den Film und führte fortan bei verschiedenen Dokumentarfilmen Regie.
Darüber hinaus war er als Dialogautor und -regisseur für die deutschen Fassungen zahlreicher Kinoproduktionen, u. a. Dokumentarfilme wie  Walt Disneys Die Wüste lebt (USA 1954), Spielfilme wie Colonel von Ryan's Express mit Frank Sinatra (USA 1965), Vittorio de Sicas Wunder von Mailand (Italien 1954) sowie der zweiten deutschen Synchronisation der Laurel-und-Hardy-Komödie Zwei ritten nach Texas (USA 1937; DF 1952). Besonders bekannt wurden aber Cronshagens Eindeutschungen zahlreicher Disney-Filme, darunter Mary Poppins (USA 1964), bei dem er mit Heinrich Riethmüller als musikalischem Synchronleiter zusammenarbeitete. Diese Zusammenarbeit währte bis Anfang der 1970er-Jahre, als Riethmüller zunehmend die Synchrontexte allein verfasste und Regie führte.
Ein umfangreiches Betätigungsfeld fand Cronshagen auch als Synchronautor und -regisseur verschiedener Serien, die das ZDF zwischen den 1960er- und 1980er-Jahren ausstrahlte. So stammen aus Cronshagens Feder die deutschen Dialoge von Grisu, der kleine Drache, Schweinchen Dick, den Schlümpfen sowie etlicher Folgen der Western-Serie Bonanza.

## Privates
Cronshagen war mit der deutschen naiven Künstlerin Monika Cronshagen, geb. Rittau (1935–1985) verheiratet. Die Ehe wurde geschieden. Er war Vater einer Tochter.